# Giuseppe Rovani

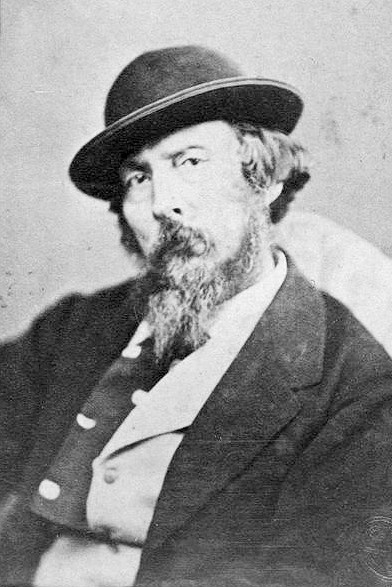
Giuseppe Rovani

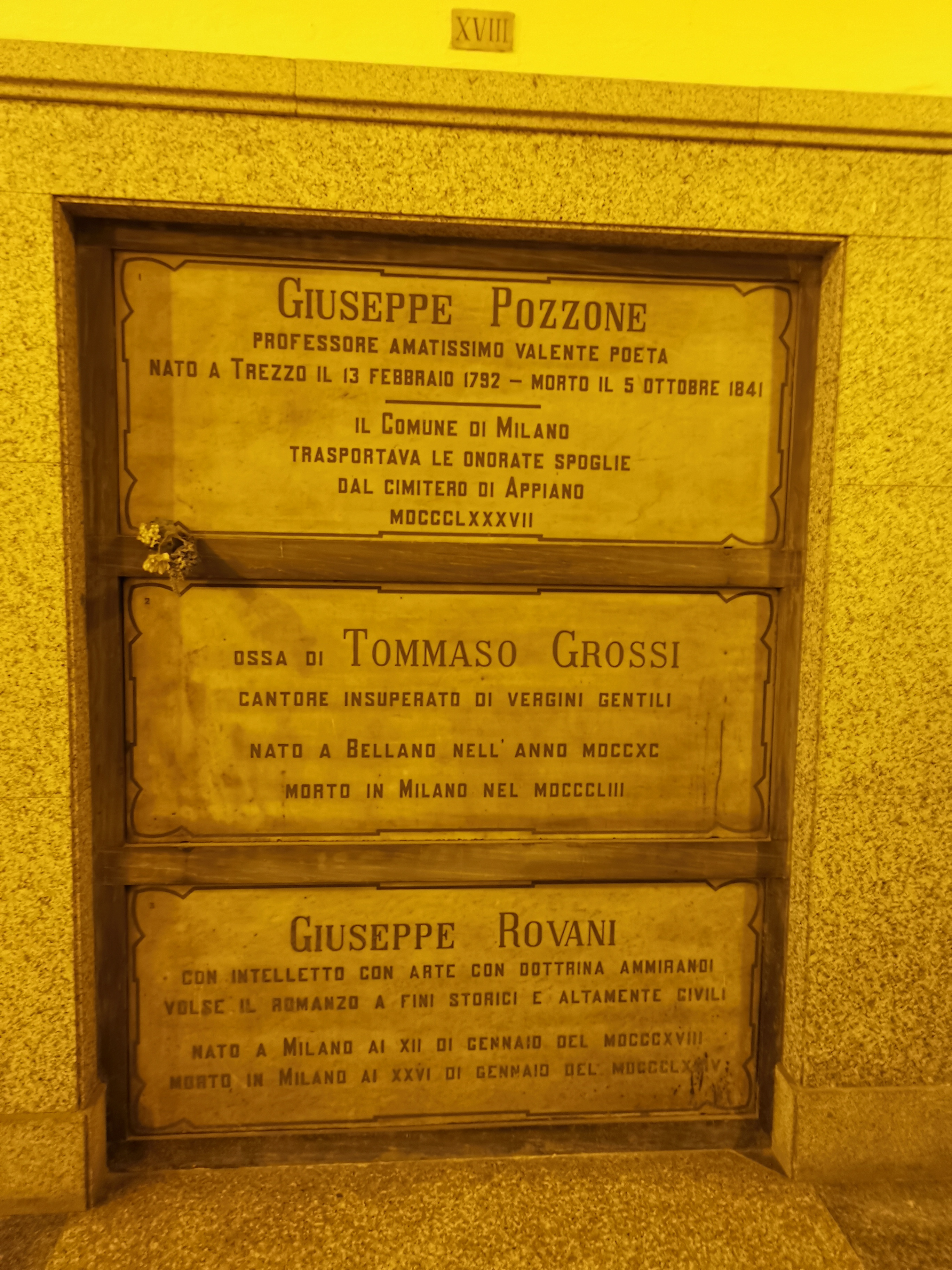
Grab auf dem Cimitero Monumentale Mailand

Giuseppe Rovani, getauft als Vittorio Giuseppe, (* 12. Januar 1818 in Mailand; † 26. Januar 1874 ebenda) war ein italienischer Erzähler und Essayist.

## Leben
Giuseppe Rovani war ein Sohn des Goldschmieds Gaetano Rovani und der aus Tirol stammenden Näherin Felicita Eberle. Er studierte in seiner Geburtsstadt Mailand, arbeitete u. a. als Journalist und begab sich 1847 nach Venedig, um dort die Stelle eines Hauslehrers zu übernehmen. 1849 beteiligte er sich an der Verteidigung der im gleichen Jahr entstandenen Römischen Republik, die aber ebenfalls noch 1849 wieder zerschlagen wurde. Rovani sah sich gezwungen, ins Exil in die Schweiz zu flüchten, wo er im Tessin lebte und mit Giuseppe Mazzini und anderen emigrierten italienischen Freiheitskämpfern des Risorgimento in Kontakt stand. Bald kehrte er nach Mailand zurück und war ein Mitbegründer der lombardischen Künstler- und Schriftstellergruppe Scapigliatura. 1856 wurde er beauftragt, als offizieller Berichterstatter mit dem österreichischen Kaiserpaar durch die Lombardei zu reisen.
Unter Rovanis vielen realistischen historischen Romanen ist der von Alessandro Manzoni angeregte Romanzyklus I cento anni (5 Bände, 1859–64; erweiterte Ausgabe in 2 Bänden, 1868–69) hervorzuheben. In diesem Werk bemüht sich der Autor, die politische und gesellschaftliche Entwicklung der lombardischen Gesellschaft im Zeitraum von 1749 bis 1849 in einer Sequenz von Zeitbildern darzustellen, wobei eine Reihe von kulturhistorischen Exkursen eingelegt sind. Von geringerer Wichtigkeit ist Rovanis essayistisches Œuvre.

## Weitere Werke (Auswahl)
- Lamberto Malatesta o I masnadieri degli Abruzzi, Roman, 2 Bände, Mailand 1843
- Valenzia Candiano, Roman, Mailand 1844
- Manfredo Pallavicino o I francesi e gli Sforzeschi. Storia italiana, Roman, 4 Bände, Mailand 1845–46
- Storia delle lettere e delle arti in Italia [...] dal secolo XIIII fino ai nostri giorni, Mailand, 4 Bände, 1855–58
- La Libia d’ oro, Roman, Mailand 1868
- La giovinezza di Giulio Cesare, Roman, Mailand 1872; neue Auflage 1937